# Bourcefranc-le-Chapus
Bourcefranc-le-Chapus is een gemeente in het Franse departement Charente-Maritime (regio Nouvelle-Aquitaine). De gemeente telde 3.515 inwoners op 1 januari 2022. De plaats maakt deel uit van het arrondissement Rochefort. Een bezienswaardigheid in de gemeente is het Fort Louvois, een fort uit de zeventiende eeuw op zee dat alleen bij eb te bereiken is.

## Geografie
De oppervlakte van Bourcefranc-le-Chapus bedroeg op 1 januari 2022 12,4 vierkante kilometer; de bevolkingsdichtheid was toen 283,5 inwoners per km².
De onderstaande kaart toont de ligging van Bourcefranc-le-Chapus met de belangrijkste infrastructuur en aangrenzende gemeenten.

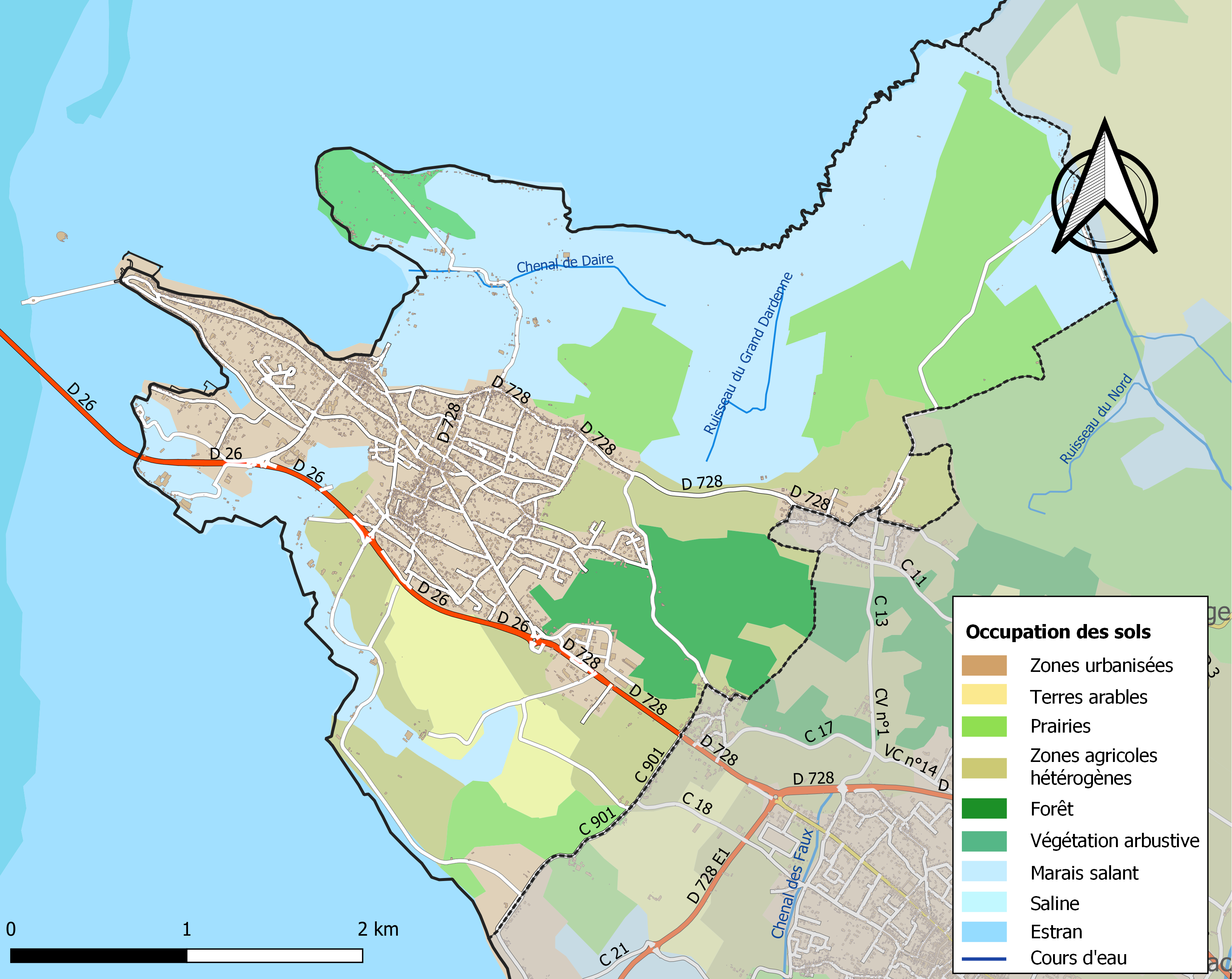

## Demografie
Onderstaande figuur toont het verloop van het inwonertal (bron: INSEE-tellingen).

## Afbeeldingen

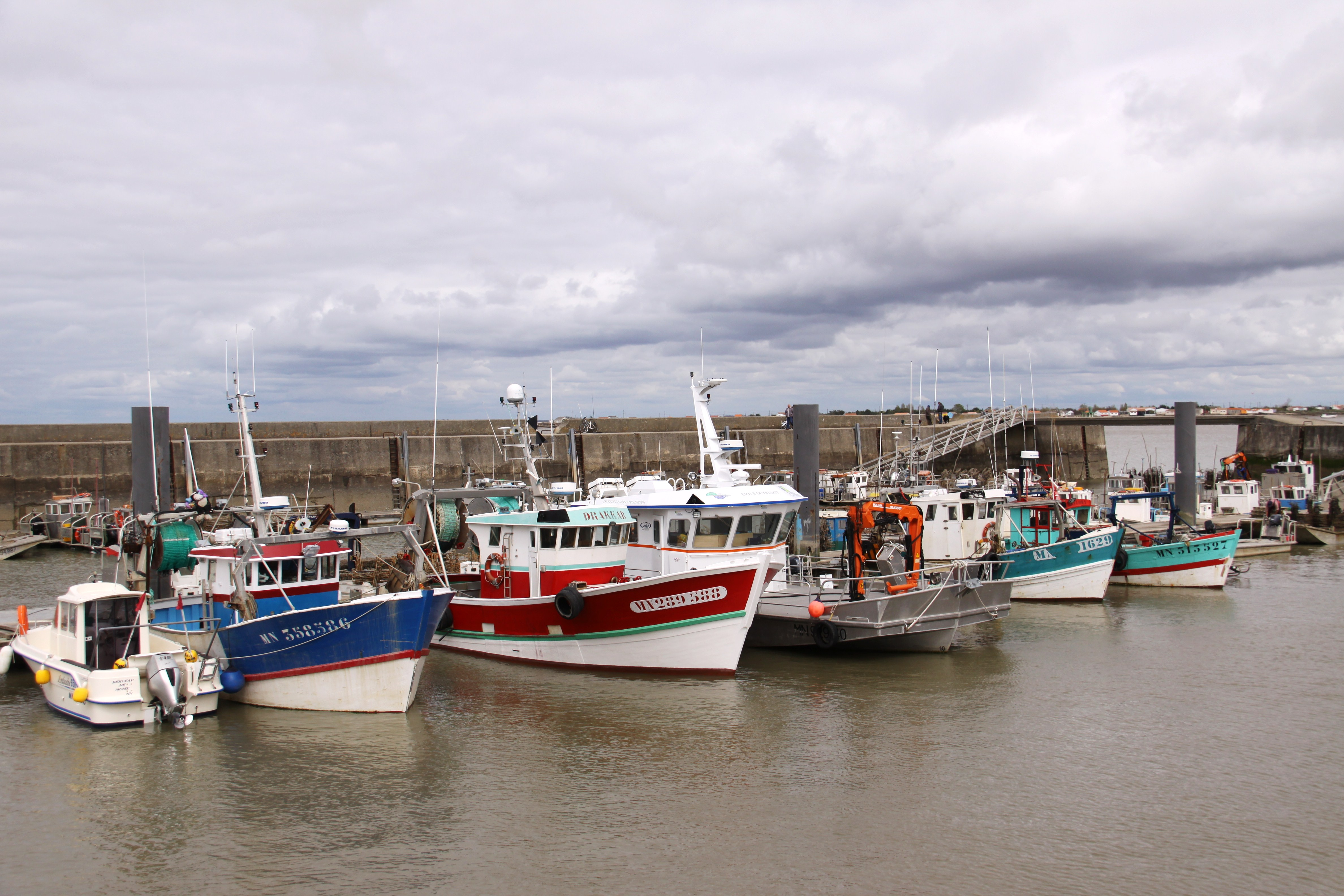
Haven
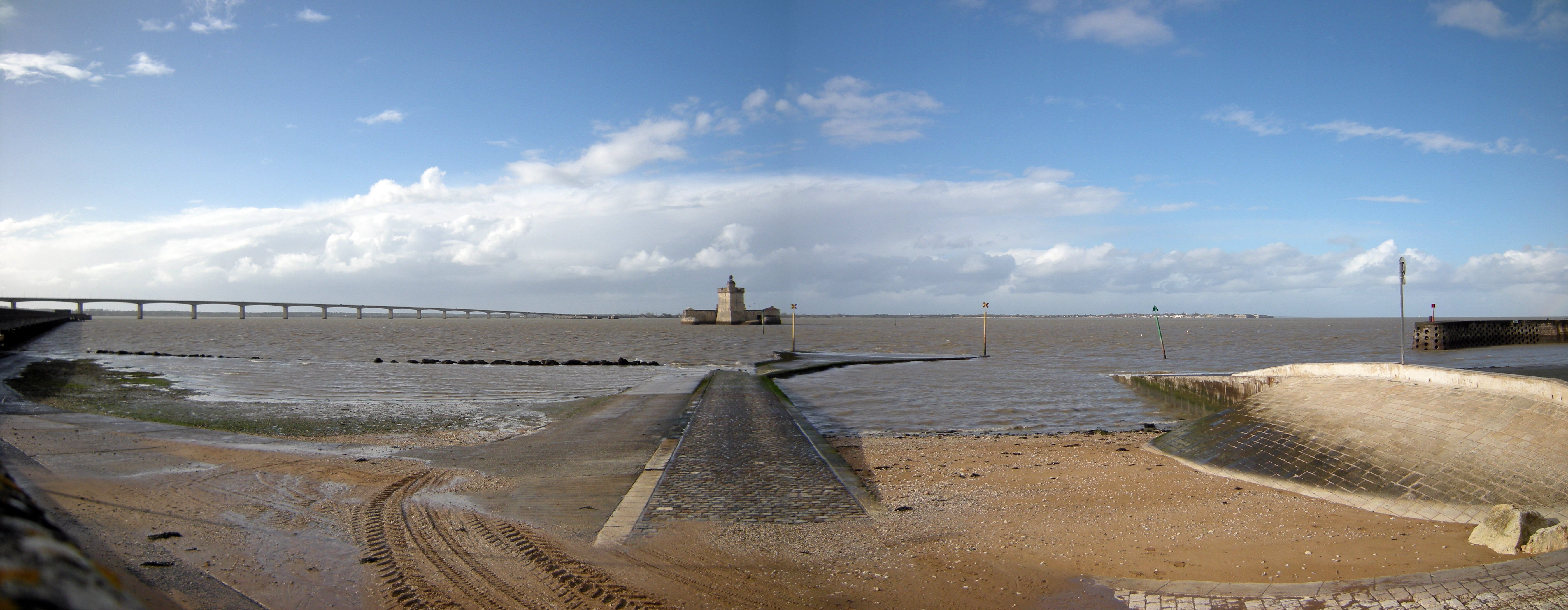
Fort Louvois